# Appetite for Destruction
Appetite for Destruction er det amerikanske Hard Rock-band Guns N' Roses' debutalbum fra 1987. Albummet fik en varm modtagelse af anmeldere og toppede den amerikanske Billboard top 200 list på 1. pladsen. I september 2008 blev albummet certificeret diamant (18x platin +), af RIAA. Albummet har indtil videre solgt treogtredive millioner eksemplarer på verdensplan og sælger stadig 9000 plader om ugen. Albummet har derudover stadig titlen som historiens hurtigst sælgende debutalbum.  Genremæssigt kombinerer albummet elementer fra Glam Metal, Hard Rock, Blues Rock og Punk. Albummet udgav singlerne: It's so Easy, Welcome to the Jungle, Sweet Child o' Mine, Nightrain og Paradise City. Sweet Child o' Mine er bandets eneste single, det har nået nr. 1 på Billboards top 100 singles.

## Oprindelse
Axl Rose oplyste i 1988, at mange af sangene på albummet var blevet skrevet, mens bandet optrådte i Los Angeles' klub scene. Han sagde også, at en række sange, der først blev indspillet på senere Guns N' Roses albums, oprindeligt var blevet anset som Appetite for Destruction-sange. Blandt dem var: "Back Off Bitch", "You Could Be Mine" og "Don't Cry".
Selvom sangskriverretten for alle sangene er givet til alle fem bandmedlemmer, var mange af sangene begyndt som numre skrevet af de enkelte bandmedlemmer i andre bands, men som først blev færdiggjort i Guns N' Roses. Disse sange var bl.a. It's so Easy (McKagan) og Think About You (Stradlin). Rocket Queen var en ufærdig Slash / Adler jamsang, der blev skrevet i deres tidligere band Road Crew. Anything Goes, var en sang skrevet af Hollywood Rose, som blev omskrevet i forbindelse med Appetite for Destruction. Den originale sang kan høres på opsamlingsalbummet The Roots af Guns N 'Roses.
Mange af teksterne afspejler bandets opfattelse af udskejelser i LA's Rock N' Roll underverdenen. Blandt dem er Welcome to the Jungle, som handler om Rose's møde med en sort mand på fortovet i Los Angeles kort efter ankomsten fra Indiana. Nogle af sangene fokuserer på bandmedlemmernes yngre år, heriblandt er Out ta Get Me, der handler om forsanger Axl Roses konstante problemer med loven i sin ungdom i Indiana. Nogle sange handler også om bandets kvindelige bekendte, dette kan ses i sange såsom Sweet Child o' Mine, Think About You, My Michelle, You're Crazy og Rocket Queen. Sangen Mr. Brownstone handler om Slash og Izzys afhængighed af heroin.

## Coveret
Albummets oprindelige cover, var baseret på Robert Williams' maleri Appetite for Destruction, som forestilte en robot-voldtægtsmand, der var ved at blive afstraffet af en metal-hævner. Det var også fra dette maleri albummet fik sin titel.
Efter at adskillige musikforhandlere havde nægtet at sælge et album med det cover, gik Geffen Records på kompromis, og indsatte i stedet det kontroversielle maleri inde i coverbogen. Coveret blev erstattet af et billede som viser et kors og nogle kranier, der hvert repræsenterer et af de fem bandmedlemmer i rækkefølgen: Izzy Stradlin, øverste kranie, Steven Adler, venstre kranie, Axl Rose, midterste kranie, Duff McKagan, højre kranie, og Slash, nederst kranie. 
Dette billede var oprindeligt designet af Billy White Jr., som en tatovering til Axl Rose. 
Det var meningen, at det oprindelige cover skulle være på 2008-re-presningen i vinyl, men pladeselskabet erstattede det i sidste øjeblik med "kranie coveret".

## Udnævnelser
- I 1989 rangerede magazinet "Rolling Stone" Appetite for Destruction som det 20. bedste album i 1980'erne.
- Det samme blad rangerede senere albummet som nr. 61 på deres liste over de 500 bedste albums nogensinde.
- I 2001 udnævnte magasinet "Q" Appetite for Destruction til en af de 50 Heavyeste albums til dato.
- I 2004 udnævnte "Q" også Appetite for Destruction til en af de største Classic Rock Albums nogensinde.
- I 2003 udnævnte "VH1" Appetite for Destruction til det 42. største album nogensinde.
- I 2002 rangerede "Pitchfork Media" Appetite for Destruction som 59 på deres Top 100 Albums fra 1980'erne.
- Albummet er blevet rangeret som nr. 18 i Spin Magazine's 100 Greatest Albums, 1985-2005.
- Magasinet "Kerrang!" har for nylig udarbejdet en 100 Greatest Rock Albums Ever liste i hvilken Appetite for Destruction blev placeret som nr. 1.
- I 2004 blev albummet stemt ind som nr. 1 i magasinet Metal Hammer's liste over bedste albums nogensinde.
- Albummet blev placeret som nummer 32 på Rock Hall of Fame's definitive 200 album liste, der er udviklet af NARM (National Association of Recording Merchandisers)

## Track liste
1. "Welcome to the Jungle" – 4:34
2. "It's so Easy" – 3:22
3. "Nightrain" – 4:28
4. "Out ta Get Me" – 4:23
5. "Mr. Brownstone" – 3:48
6. "Paradise City" – 6:46
7. "My Michelle" – 3:39
8. "Think About You" – 3:51
9. "Sweet Child o' Mine" – 5:56
10. "You're Crazy" – 3:17
11. "Anything Goes" – 3:26
12. "Rocket Queen" – 6:13

## Personnel
- Axl Rose – Lead vokal
- Slash – Lead guitar, akustisk guitar
- Izzy Stradlin – Rytme guitar , baggrundsvokal
- Duff McKagan – El-bas , baggrundsvokal
- Steven Adler – Trommer , percussion